# Okoń żółty
Okoń żółty, także okoń północnoamerykański (Perca flavescens) – gatunek drapieżnej ryby z rodziny okoniowatych (Percidae), opisany po raz pierwszy przez Samuela Lathama Mitchilla w 1814 roku.

## Występowanie i biotop
Naturalny zasięg występowania gatunku obejmuje część Ameryki Północnej, począwszy od północno-wschodniej Kanady, przez jej centralne i południowe części, aż do północno-zachodniej części Stanów Zjednoczonych. Występuje w rejonie Wielkich Jezior Północnoamerykańskich i w zlewniach wschodniego wybrzeża Stanów Zjednoczonych, na południu aż do rzeki Santee w Karolinie Południowej. Ponadto, gatunek ten został introdukowany w południowo-zachodniej części Stanów Zjednoczonych, a także w kanadyjskiej Kolumbii Brytyjskiej. Gatunek żyjący w zarośniętych siedliskach w wodach słodkich i słonawych, zarówno stojących, jak i szybko płynących. Gatunek unika wód zbyt ciepłych i zimnych, preferuje wody czyste o umiarkowanej temperaturze, nie muliste i zmętniałe, tolerując przy tym wody o niskim stężeniu tlenu.

## Opis morfologiczny
Długość ciała dorosłych osobników okonia żółtego zwykle mieści się w zakresie 10–25 cm, średnia notowana to ok. 19 centymetrów, waga natomiast zwykle nie przekracza 0,5 kg, samice są zwykle większe od samców, okazy o większych wymiarach zdarzają się rzadko. Formalnie udokumentowany rekord świata połowu tego gatunku miał miejsce w 1865 roku w rzece Delawere w stanie New Jersey, w Stanach Zjednoczonych i wynosił 1,91 kg. Ciało tego gatunku jest wysokie i owalne w przekroju – spłaszczone, pokryte bardzo drobnymi, szorstkimi łuskami. Ubarwienie poszczególnych okazów zmienia się wraz z ich wiekiem. Starsze osobniki posiadają ubarwienie w odcieniach żółci, złotawym do miedzianego i zielonym, młodsze osobniki są bielawo-zielonkawe. Wszystkie ryby tego gatunku posiadają na swoich bokach od 6 do 8 ciemnych pionowych pasów. Część brzuszna osobników tego gatunku jest barwy białej do jasnożółtej. Żółty kolor płetw odbytowych i brzusznych samców, może ulegać tymczasowej zmianie na kolor pomarańczowy do czerwonego w czasie tarła. Maksymalna odnotowana długość życia gatunku to około 11 lat.

## Odżywianie
Gatunek ten zaliczany jest do drapieżników, którym staje się już w młodym wieku. Początkowo narybek okonia żółtego odżywia się głównie zooplanktonem, a w miarę szybkiego wzrostu drobnymi skorupiakami i pierścienicami m.in.: rakami, kiełżami, pijawkami. W naturalnych warunkach, rzadziej odżywiają się owadami m.in.: larwami jętek, ważek głównie w okresie od maja do lipca, a w późniejszym czasie mniejszym narybkiem innych gatunków ryb, na które polują stadnie.

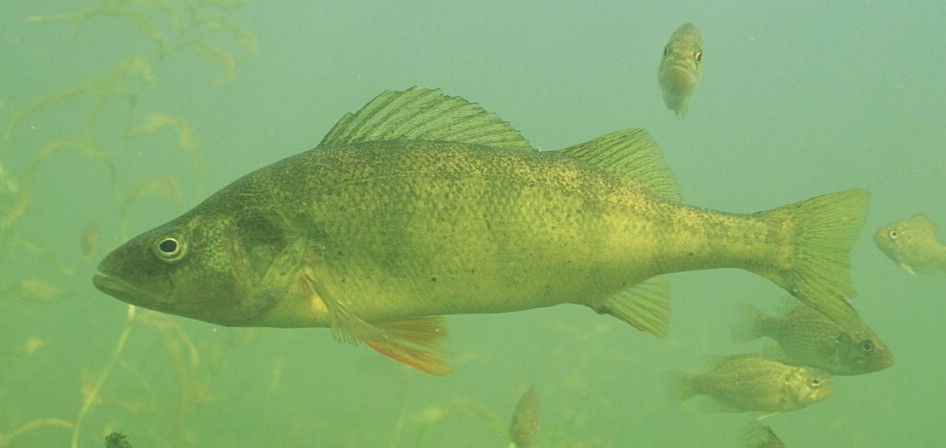
Samiec okonia żółtego

## Rozmnażanie
Do pierwszego tarła dochodzi w czasie gdy samica osiągnie wiek około 3–4 lat, samce natomiast osiągają dojrzałość około rok wcześniej. Gatunek odbywa tarło raz w roku, wczesną wiosną, tuż po zniknięciu ostatnich lodów na przełomie kwietnia i maja, zwykle nocą lub wczesnym rankiem. Po zakończonym tarle, zapłodniona ikra w liczbie średnio około 23 tysięcy sztuk, składana jest losowo na roślinności podwodnej i korzeniach, bez wcześniejszego budowania gniazd. Złożone jaja skupione są w grupy lub nitki, pokryte gęstą i kleistą masą śluzu, która chroni je przed uszkodzeniami i zapewnia przylepność do roślinności. Rozwój jaj aż do wylęgu zależy od temperatury wody i trwa 8–10 dni. Wylęgający się narybek ma długość około 4–7 mm. W ciągu pierwszego roku życia narybek dorasta do około 77 mm w przypadku samców i około 137 mm w przypadku samic.

## Interakcje międzygatunkowe
Na osobnikach gatunku pasożytują orzęski (m.in. z rodzajów Ichthyobodo i Trichodina) oraz przywry (m.in. z rodzaju Gyrodactylus).

## Zagrożenia gatunku
Okoń żółty jest gatunkiem o kategorii LC czyli "Gatunku najmniejszej troski" w Czerwonej księdze gatunków zagrożonych, istotnymi zagrożeniami dla gatunku jest popularność połowów tego gatunku w Stanach Zjednoczonych, jak również rosnące zanieczyszczenie wód. W wodach o temperaturze wyższej niż optymalna u P. lutescens częściej rozwijają się choroby bakteryjne, powodowane przez Aeromonas, Pseudomonas, Flavobacterium.